# 강릉수력발전소
강릉수력발전소(江陵水力發電所)는 강릉에 있는 유역 변경식 발전소로, 도암댐 저수지에서 태백산맥밑을 지나는 도수 터널을 지나 동쪽과 서쪽의 경사차를 이용하여 수직터널을 지나 떨어지는 포텐셜 에너지를 이용해서 발전을 한다.

## 특징
1985년 3월에 착공하여 1991년 6월 25일에 완공되었다. 동해안 최초의 수력발전소로서 수로터널은 15.6km에 이르며, 태백산맥의 고루포기산(1,238m)·능경봉(1,123m)·제왕산(541m) 등의 밑을 지난다. 낙차는 640m로서 국내 최대이다.
시설용량은 8만 2,000kW이다. 연간 1억 8천만 kWh의 전력을 생산하여 연간 4만 3,000kℓ의 유류를 대체하는 효과가 있다.

## 비판
남한강 최상류 송천 근처에 있는 고랭지 채소밭, 축산농가, 용평리조트등 각종 생활하수, 폐수 유입으로 도암호가 심각하게 오염되었고 수로를 통해 강릉 남대천으로 유입되었다. 그 결과, 강릉 남대천 수질오염으로 이어지자 환경단체 및 강릉시민들의 반발로 2001년 3월 가동중단 상태이다.
그러다가 20여년이 지난 2022년에 발전소 재가동 공론화가 시작했다. 도암댐의 수질이 일부 개선되었지만, 여전히 반대여론이 만만치 않아 재가동에는 다소 시간이 걸린 것으로 예상된다.